# إيمي فينغ
إيمي فينغ هي لاعب كرة مضرب صينية، ولدت في 1969.

## وصلات خارجية
- إيمي فينغ على موقع أوليمبيديا (الإنجليزية)